# 中川洋
中川 洋（なかがわ ひろし、1949年（昭和24年）8月4日 - ）は、日本の政治家。元広島県大竹市長（1期）。

## 経歴
大竹市に生まれる。修道高等学校を経て、1972年（昭和47年）に中央大学商学部卒業。1989年（平成元年）頃より会社経営の傍ら「まちづくり」活動に参加する。1995年（平成7年）、大竹市議会議員に初当選。1999年（平成11年）再選。
2002年（平成14年）大竹市長選挙に当選。2006年（平成18年）再選を目指した大竹市長選挙で会社社長の入山欣郎に敗れ落選。